# Diocesi di Eluza
La diocesi di Eluza (in latino: Dioecesis Eluzana) è una sede soppressa e sede titolare della Chiesa cattolica.

## Storia
Eluza, identificabile con Acemlar nell'odierna Turchia, è un'antica sede episcopale della provincia romana della Frigia Pacaziana nella diocesi civile di Asia. Faceva parte del patriarcato di Costantinopoli ed era suffraganea dell'arcidiocesi di Laodicea.
La diocesi è documentata nelle Notitiae Episcopatuum del patriarcato di Costantinopoli fino al XII secolo.
Sono cinque i vescovi attribuiti a questa antica diocesi. Evagora non prese parte al concilio di Calcedonia nel 451 e alcuni atti sinodali furono firmati al suo posto dal metropolita Nunechio di Laodicea. Macedonio nel 518 sottoscrisse la petizione che il sinodo di Costantinopoli inviò al patriarca Giovanni II in favore della definizione di fede di Calcedonia e contro Severo di Antiochia e il partito monofisita. Alessandro partecipò al concilio riunito nel 536 dal patriarca Mena; la sua firma tuttavia non si trova tra le sottoscrizioni di condanna di Severo di Antiochia e dei suoi sostenitori, tra cui il patriarca Antimo I e Pietro di Apamea. Patrizio partecipò al concilio di Costantinopoli del 680/681. Eustazio intervenne al concilio di Costantinopoli dell'879-880 che riabilitò il patriarca Fozio di Costantinopoli.
Dal 1933 Eluza è annoverata tra le sedi vescovili titolari della Chiesa cattolica; la sede è vacante dal 6 settembre 1967.

## Cronotassi

### Vescovi greci
- Evagora † (menzionato nel 451)
- Macedonio † (menzionato nel 518)
- Alessandro † (menzionato nel 536)
- Patrizio † (menzionato nel 680)
- Eustazio † (menzionato nell'879)

### Vescovi titolari
- Raimundo de Castro e Silva † (17 giugno 1950 - 17 novembre 1954 nominato vescovo di Oeiras)
- Lawrence Frederik Schott † (1º marzo 1956 - 11 marzo 1963 deceduto)
- Nivaldo Monte † (25 aprile 1963 - 6 settembre 1967 nominato arcivescovo di Natal)